# I. Eduárd moszkitó király
I. Eduárd a közép-amerikai Moszkitó Királyság uralkodója volt 1739-től haláláig, 1755-ig. Nagybátyja halála után lépett trónra még fiatalon 18-20 éves korában.

## Élete
Amikor 1740-ben kirobbant a "Jenkins füle" háború Nagy-Britannia és Spanyolország között, a szigetországnak csak egy rövid partszakasza volt az Újvilágban, ami így is blokád alatt állt. Moszkitó csatlakozott a spanyolok elleni invázióhoz, mivel tartottak egy lehetséges spanyol támadástól, és inkább ők üzentek hadat először. Az év folyamán Jamaicában moszkitó követséget létesítettek, és a király személyesen találkozott a sziget kormányzó-helyettesével, Robert Hodgsonnal. A találkozón a királynak csak az egyik helyettese volt jelen, a másikat ezalatt a háborús sérülése miatt ápolták.

Robert Hodgson április 8-án ezt írta a találkozóról:
"Miután bemutatkoztunk egymásnak, közöltem velük, hogy a jamaicai kormányzó Őfelsége nevében protektorátust kíván létrehozni, és megkérdeztem tőlük, hogy van-e valami problémájuk ezzel. Azt válaszolták, hogy nincs semmi ellenvetésük, de örültek a javaslatomnak. Ekkor azonnal lecsökkentettem a szerződés cikkelyeinek számát, együtt és külön-külön is megkérdeztem őket a beleegyezésükről. Ők egyhangúlag kijelentették, hogy elfogadják."
A protektorátus létrehozása nem változtatott az ország független helyzetén, és Hodgson rájött, hogy katonai akciókra nem kerülhet sor az országban a moszkitó király beleegyezése nélkül. A brit férfinak emellett ajándékokat is kellett küldenie az uralkodónak a Fekete-folyó határvidékéről, ahol az 1730-as években angol kereskedők telepedtek le.
Hodgson leírásából kiderül, hogy a királyság területein a király mellett további két vezető fejtette ki hatalmát. A tulajdonképpen király területétől délre, az ottani tiszta miszkító indián lakosság vezetője Briton kormányzó volt, a király területétől északra és nyugatra, a zámbó (néger és miszkító indián vegyes származású lakosság) vezetője pedig Hobby tábornok. Mindhármuk címe örökletes volt. A király a háború befejezése után hét évvel halt meg, 1755-ben. Trónját György nevű öccse örökölte. 